# Ann Sundström
Ann Sundström, född 30 juni 1957, är en svensk före detta friidrottare (medeldistans) som tävlade för klubben IF Start. 

## Personliga rekord
- 800 meter - 2.10,7 (Kil 14 augusti 1977)
- 1 500 meter - 4.21,34 (Göteborg 7 augusti 1977)
- 3 000 meter - 9.18,59 (Göteborg 19 augusti 1977)